# Francisco Pineda
Pour les articles homonymes, voir Pineda.
Francisco Pineda García est un footballeur espagnol né le 31 janvier 1959 à Málaga. Il évoluait au poste d'attaquant.

## Biographie
Francisco Pineda commence sa carrière au sein de la Real Madrid Castilla en 1978 avant d'intégrer l'équipe première en 1980,.
Lors de la campagne de Coupe des clubs champions en 1980-81, il dispute neuf matchs et marque deux buts. Il entre en jeu durant la finale perdue contre Liverpool sur le score de 0-1.
Il remporte la Coupe d'Espagne durant la saison 1981-82,.
Lors de la saison 1982-1983, il inscrit onze buts en championnat avec le Real, ce qui constitue sa meilleure performance.
Pineda dispute la Coupe UEFA lors de la saison 1984-85 : le Real Madrid remporte la compétition. Le joueur dispute quatre matchs durant la campagne mais pas la finale.
En 1985, Pineda rejoint le Real Saragosse,.
Avec Saragosse, il remporte la Coupe d'Espagne en 1986.
En 1988, Pineda est transféré dans le club de sa ville de naissance le CD Málaga, il raccroche les crampons à l'issue de la saison 1989-1990,.
Le bilan de la carrière de Pineda en championnat s'élève à 178 matchs disputés en première division, pour 47 buts marqués, et 36 matchs en deuxième division, pour huit buts inscrits.

## Palmarès
| Real Madrid \| - Coupe d'Espagne (1) : - Vainqueur : 1981-82. - Coupe de la Ligue d'Espagne (1) : - Vainqueur : 1984-85. \| \| - Coupe UEFA (1) : - Vainqueur : 1984-85. - Coupe des clubs champions : - Finaliste : 1980-81. \| |  | Real Saragosse - Coupe d'Espagne (1) : - Vainqueur : 1985-86.                                  |
| - Coupe d'Espagne (1) : - Vainqueur : 1981-82. - Coupe de la Ligue d'Espagne (1) : - Vainqueur : 1984-85. |  | - Coupe UEFA (1) : - Vainqueur : 1984-85. - Coupe des clubs champions : - Finaliste : 1980-81. |